# Sterreria
Genre
Sterreria est un genre de némertodermatides de la famille des Nemertodermatidae, des vers marins microscopiques.

## Liste des espèces
Selon World Register of Marine Species (5 janvier 2016) :
- Sterreria boucheti Meyer-Wachsmuth, Curini Galletti & Jondelius, 2014
- Sterreria lundini Meyer-Wachsmuth, Curini Galletti & Jondelius, 2014
- Sterreria martindalei Meyer-Wachsmuth, Curini Galletti & Jondelius, 2014
- Sterreria monolithes Meyer-Wachsmuth, Curini Galletti & Jondelius, 2014
- Sterreria papuensis Meyer-Wachsmuth, Curini Galletti & Jondelius, 2014
- Sterreria psammicola (Sterrer, 1970)
- Sterreria rubra (Faubel, 1976)
- Sterreria variabilis Meyer-Wachsmuth, Curini Galletti & Jondelius, 2014
- Sterreria ylvae Meyer-Wachsmuth, Curini Galletti & Jondelius, 2014

## Étymologie
Ce genre est nommé en l'honneur de Wolfgang Sterrer.

## Publication originale
- Lundin, 2000 : Phylogeny of the Nemertodermatida (Acoelomorpha, Platyhelminthes). A cladistic analysis. Zoologica Scripta, vol. 29, p. 65-74.